# Shiloh (Georgia)
Shiloh è una città degli Stati Uniti d'America, situata in Georgia, nella Contea di Harris.

## Società

### Evoluzione demografica
Abitanti censitiAnno0100200300400500197019801990200020102020PopolazioneEvoluzione demografica